# Myxillodoryx
Myxillodoryx is een geslacht van sponsdieren uit de klasse van de Demospongiae (gewone sponzen).

## Soort
- Myxillodoryx nicolae Aguilar-Camacho & Carballo, 2012